# Clayton Munemo
Clayton Munemo (18 marzo 1966) è un ex giocatore di calcio a 5 zimbabwese.

## Carriera
Come massimo riconoscimento in carriera vanta la partecipazione, con la Nazionale di calcio a 5 dello Zimbabwe, al FIFA Futsal World Championship 1989 in cui la selezione sudafricana non ha superato il primo turno, affrontando Stati Uniti, Italia e Australia.